# Open Havenfront

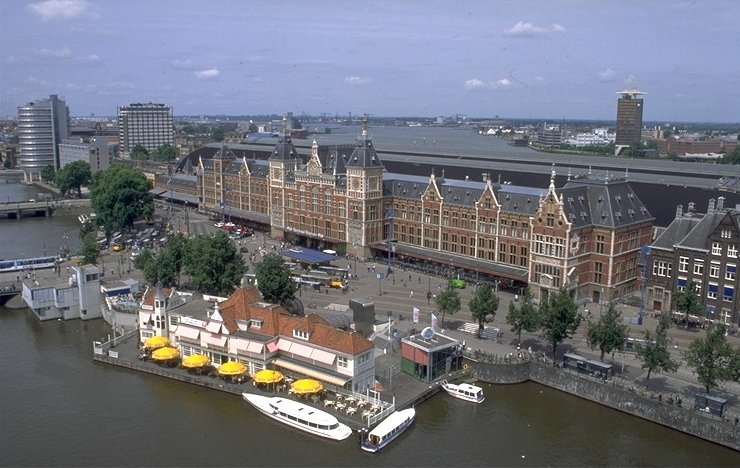
Centraal Station en Noord-Zuid-Hollands Koffiehuis, op de voorgrond het Open Havenfront.

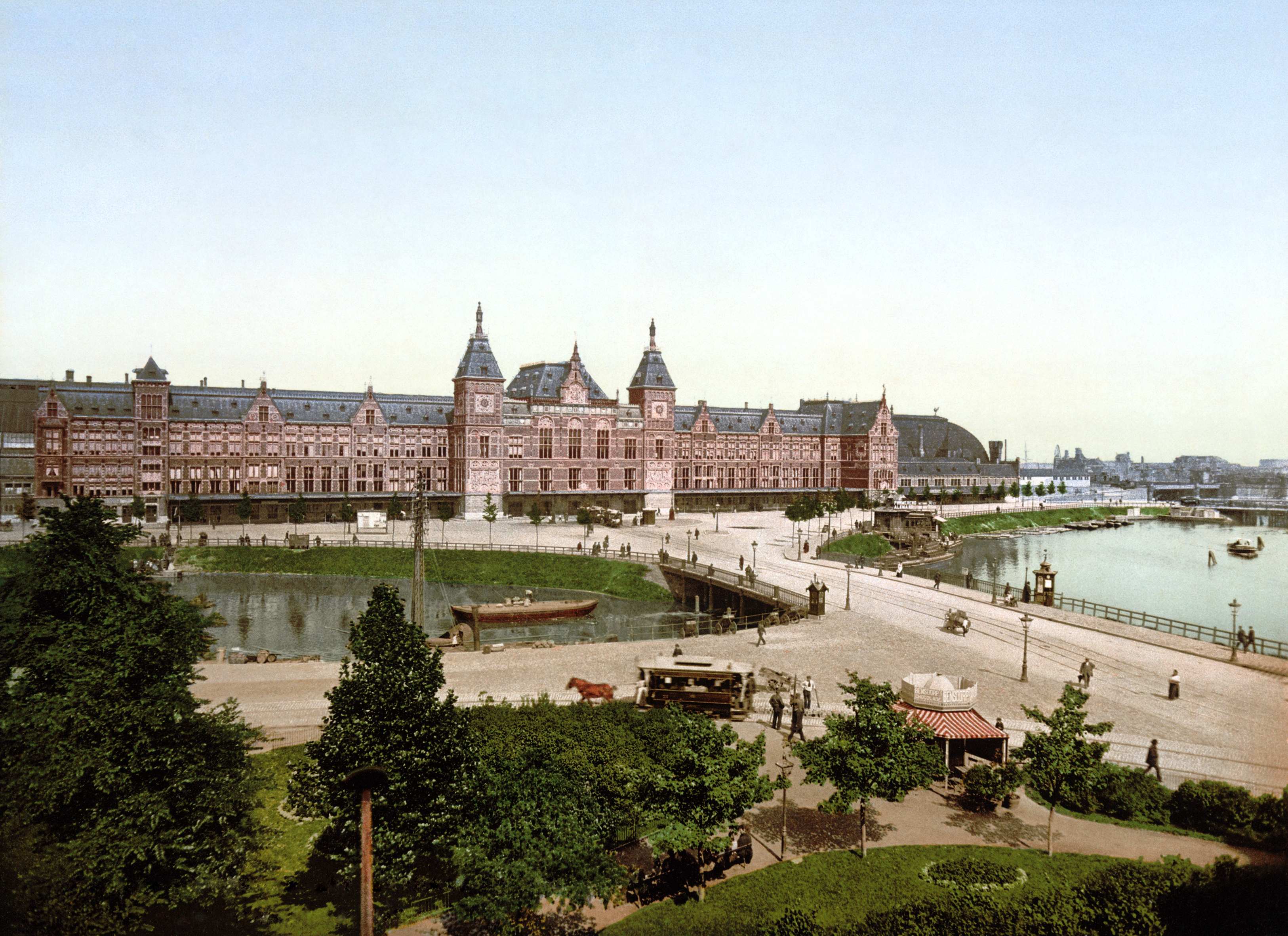
Het Centraal Station met ervoor het Open Havenfront, tussen 1890 en 1905.

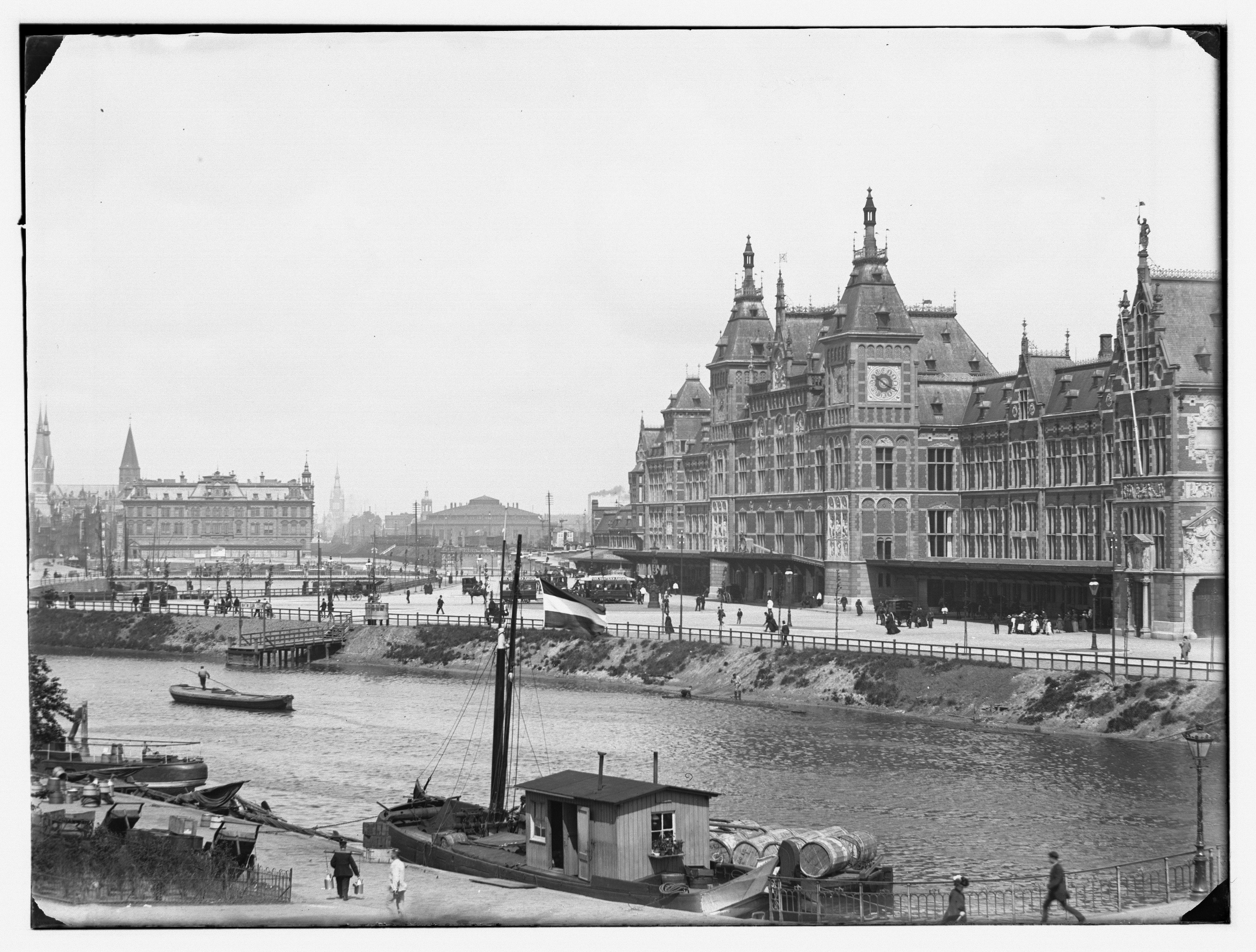
Centraal Station met op de voorgrond het Open Havenfront; 1897.

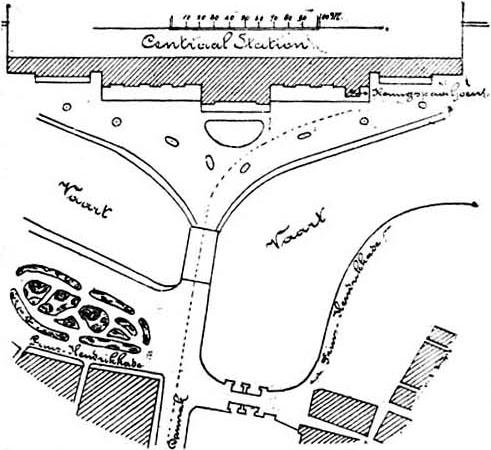
Stationsplein en Open Havenfront in 1895.

Het Open Havenfront is het water tussen de Prins Hendrikkade en het Stationseiland in Amsterdam. Over dit water liggen drie brede bruggen, voorzien van gescheiden rijbanen of voetpaden en tramrails: de Westelijke Toegangsbrug (brug nr. 13), de Sint Nicolaasbrug (Middentoegangsbrug; brug nr. 306) en de Kamperbrug (brug nr. 285). Ten westen van de westelijke brug ligt een moderne fietsbrug. Van 1660 tot 1870 stond hier de Nieuwe Stadsherberg op palen in het water bij de oude monding van de Amstel.
Het Open Havenfront ontstond in zijn huidige vorm tussen 1870 en 1880 door het aanplempen van het Stationseiland in het IJ ten behoeve van de bouw van het Centraal Station. Aan de westkant sluit het water aan op het Singel en de Westertoegang naar het IJ. In het midden komt het water van het Damrak erop uit, aan de oostkant sluit het aan op het Oosterdok.
In het oostelijke deel van het water staat langs het Stationseiland het Noord-Zuid-Hollands Koffiehuis, in het westelijke deel zijn er aanlegplaatsen voor rondvaartboten.
Tussen het Stationseiland en het Damrak is de tunnel voor de Noord/Zuidlijn gebouwd.

## Fietsenstalling

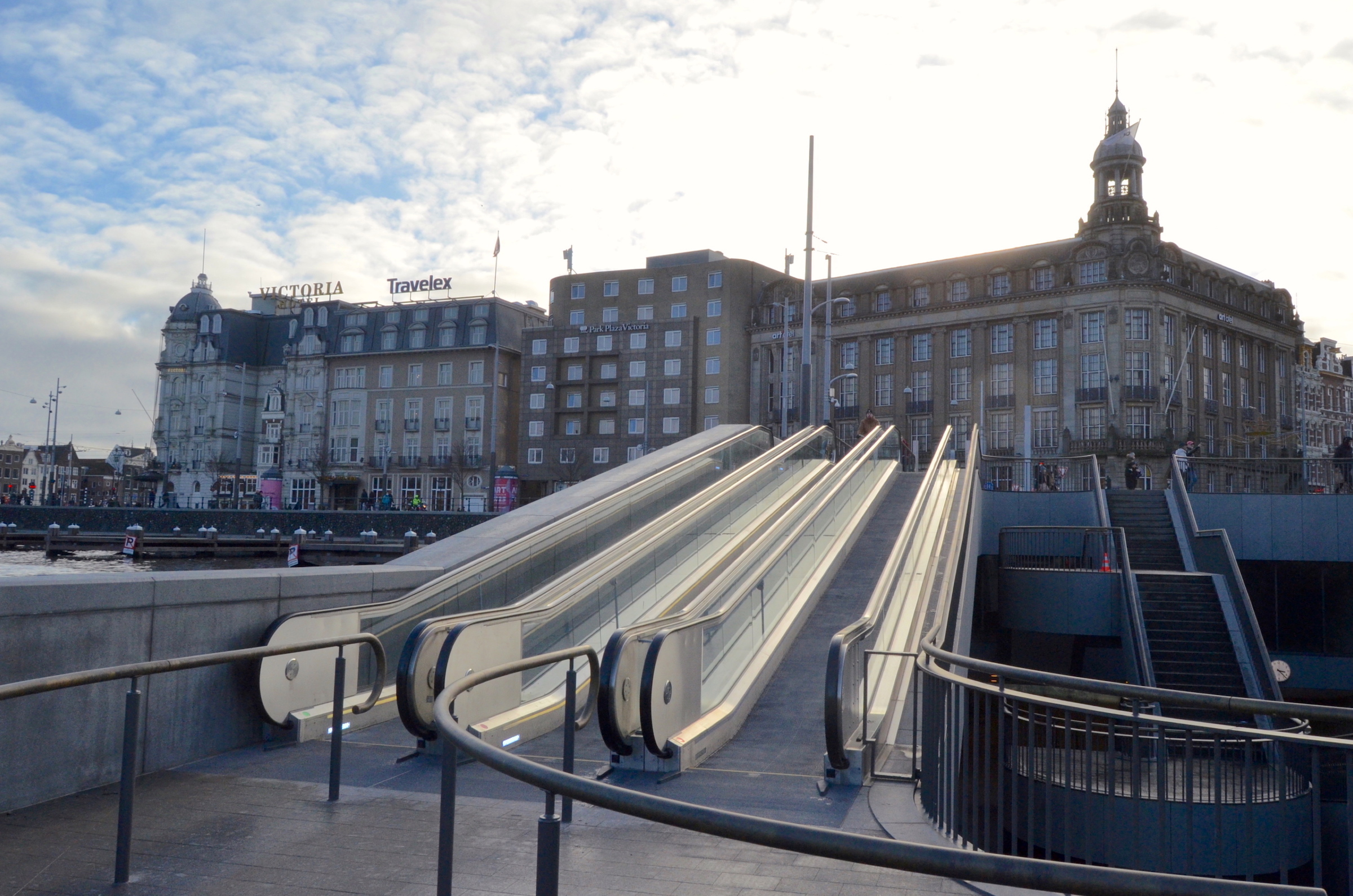
Fietsenstalling voor Station Amsterdam Centraal; entree vanaf de Prins Hendrikkade.

Onder de noemer 'De Entree' is er tussen 2018 en 2023 onder het westelijke deel van het Open Havenfront een fietsenstalling gebouwd voor circa 7.000 fietsen. In het verlengde van de Martelaarsgracht, naast de Westelijke Toegangsbrug, is de entree. Ook is het water verbreed aan de zijde van de Prins Hendrikkade (het vroegere Prins Hendrikplantsoen). Hier is een verlaagde kade aangelegd met steigers voor rondvaartboten. De kosten van het hele project zijn begroot op 90 miljoen euro.
De nieuwe stalling was mede bedoeld als vervanging van de 'fietsflat', die sinds 2001 aan de westkant van het Stationsplein staat, boven het water van het Open Havenfront. Na de opening van de nieuwe fietsenstalling in januari 2023 werd de fietsflat gesloten. De flat bleef nog wel staan, voor het geval er extra parkeerruimte nodig is, voordat de parkeergarage aan de oostkant van het station rond 2030 open gaat.